# Лойтерод
Лойтерод (нім. Leuterod) — громада в Німеччині, розташована в землі Рейнланд-Пфальц. Входить до складу району Вестервальд. Складова частина об'єднання громад Віргес.
Площа — 3,91 км2. Населення становить 852 ос. (станом на 31 грудня 2020).